# Dom Turka w Augustowie
Dom Turka – zabytkowa kamienica w Augustowie przy ul. 3 maja 16.
Kamienica w stylu imperialno-ruskim została zbudowana w 1900 przy ówczesnej ul. Długiej. Projektantem mógł być architekt powiatowy Włodzimierz Ślósarski. Przed II wojną światową kamienica była własnością rodziny Rechtmanów. Po 1922 w budynku przez pewien czas znajdował się zakład fotograficzny Judela Rotszejna. W latach 1928–1936 w kamienicy mieściła się cukiernia Bośniaka Kiamila Takosza, nazywanego Turkiem, od którego wzięła się potoczna nazwa budynku – Dom Turka.
Od początku 1940 do czerwca 1941 kamienica była siedzibą NKWD i NKGB. Areszt umiejscowiony był w podziemiach, zaś na wyższych kondygnacjach znajdowały się biura. W budynku więziono przeciwników władzy radzieckiej oraz osoby przeznaczone do deportacji w głąb ZSRR. Podczas masakry NKWD 22 czerwca 1941 więźniowie ocaleli (zginęły natomiast osoby przetrzymywane w barakach przy Zarządzie Wodnym). NKWD ponownie zajęło budynek jesienią 1944. Od 1945 do 1956 w budynku mieściło się UB. UB torturowało więźniów, śledztwo IPN nie potwierdziło natomiast istnienia grobów (przypisywanych UB) na terenie posesji. W lipcu 1945 budynek był jednym z miejsc przetrzymywania osób schwytanych podczas obławy augustowskiej. Następnie kamienica była siedzibą MO (1956-1981) i WOP (1981–1992).
W 2006 zapadła decyzja o zwrocie kamienicy spadkobiercom rodziny Rechtmanów. Następnie kamienica została sprzedana prywatnemu przedsiębiorcy, który planował przeznaczyć obiekt na cele handlowe. Władze Augustowa składały właścicielowi propozycję odkupienia lub wymiany nieruchomości, aby umieścić w budynku placówki kulturalne. W 2011 budynek został wpisany do rejestru zabytków pod numerem A-340. W 2021 budynek został zakupiony przez Instytut Pileckiego. Docelowo w obiekcie ma mieć siedzibę oddział Instytutu oraz Muzeum Obławy Augustowskiej.